# 김지현쌀롱
김지현쌀롱은 대한민국의 음악 그룹이다. 2015년 1집 앨범 [술타]로 데뷔했다.

## 방송
- 슈퍼스타K 2016 (2016) - Top64

## 음반
- 술타 (2015)

## 공연
- 김지현쌀롱 첫 번째 단독콘서트 <산책, 힐링이 필요할 때 (2016)